# Sidi Bouabdelli
Sidi Bouabdelli (àrab سيدي بو عبد اللي) és una comuna rural de la província de Tiznit de la regió de Souss-Massa. Segons el cens de 2014 tenia una població total de 5.758 persones.